# 갈룽궁산

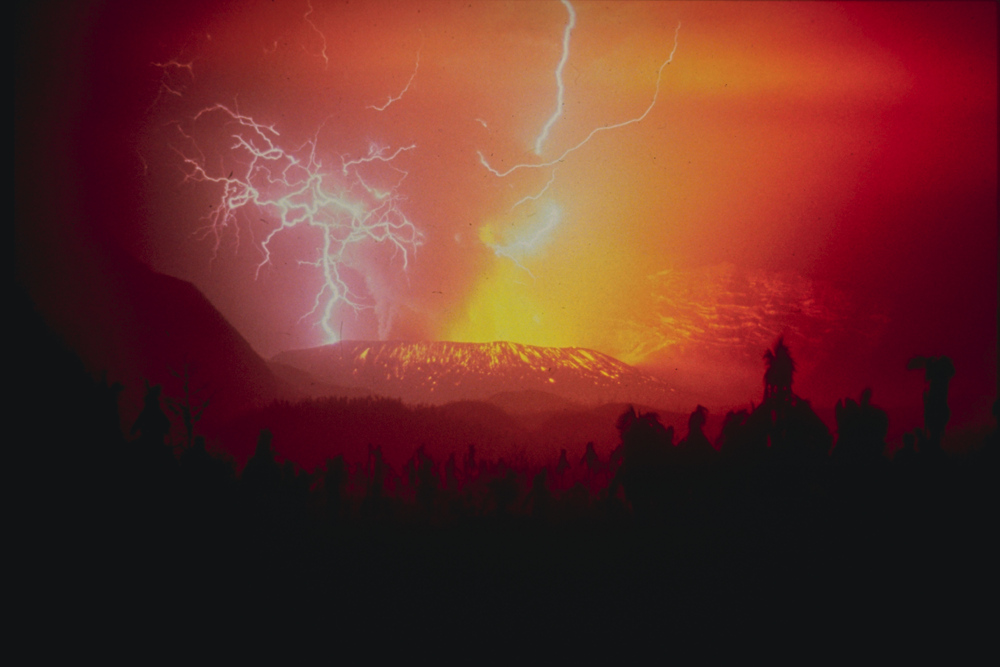

갈룽궁산(Galunggung)은 인도네시아의 자와섬 북부에 있는 화산이다. 이 화산은 성층화산으로, 활화산이다. 말레이시아의 화산이라는 주장도 나왔지만 사실은 인도네시아에 속해 있다. 1882년, 1982년에 분화한 기록이 있다. 1982년에는 화산재에서 번개가 발생하였다. 지수 4의 대규모 폭발이었다. 이는 아이슬란드의 에이야피아들라예퀴들 화산과 매우 흡사한 기록이다

## 1982년의 분화
1982년, 분화하여 대량의 화산재를 분출했다. 이때 화산재에서 번개가 발생하였다. 또 영국 항공의 보잉 747기가 화산재 구름을 통과하다가 화산재 구름이 엔진에 빨려들어가 대형 사고가 날 뻔한 적도 있었다.